# Productus subaculeatus
Espèce
Productus subaculeatus est une espèce éteinte de brachiopodes parmi les très nombreuses espèces rattachées au genre Productus (appelé également Producta). 

## Description
La coquille est de petite taille de 12 à 24 millimètres de long et dépourvue de stries. Ses fossiles se rencontrent dans le Dévonien d'Europe du nord, de Russie et des États-unis.